# Bonny-sur-Loire
Bonny-sur-Loire település Franciaországban, Loiret megyében. Lakosainak száma 1851 fő (2022. január 1.). Bonny-sur-Loire Dammarie-en-Puisaye, Batilly-en-Puisaye, Beaulieu-sur-Loire, Châtillon-sur-Loire, Ousson-sur-Loire, Thou és Neuvy-sur-Loire községekkel határos.

## Népesség
A település népességének változása:
| Lakosok száma | 1701 | 1830 | 1921 | 2032 | 1993 | 2008 | 1952 | 1867 | 1861 | 1851 |
|               | 1968 | 1982 | 1990 | 2006 | 2013 | 2015 | 2017 | 2019 | 2020 | 2022 |